# Saad Al-Abdullah Al-Salim Al-Sabah

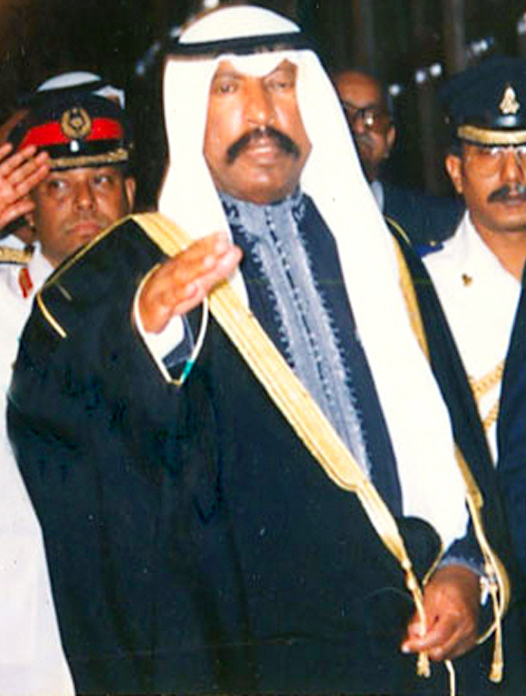
Saad Al-Abdullah Al-Salim Al-Sabah in 1991

Sjeik Saad Al-Abdullah Al-Salim Al-Sabah (Arabisch: سعد العبد الله السالم الصباح Saʿd al-ʿAbd Allāh as-Sālim as-Sabāh), (1930 - 13 mei 2008), was emir van Koeweit gedurende een korte regeerperiode van slechts tien dagen, van 15 januari tot 24 januari 2006.
Hij was de opvolger van zijn neef sjeik Jaber Al Ahmad Al Jaber Al Sabah. Sjeik Saad behoorde bij de Al-Salim-tak van de Al-Sabah-familie en was de zoon van Abdullah Al-Salim Al-Sabah, die Koeweit regeerde van 1950 tot 1965.
Tussen februari 1978 en juli 2003 diende Saad ook als minister-president van Koeweit, waarna die rol werd gegeven aan Sabah Al-Ahmad Al-Jaber Al-Sabah, die als emir Sabah IV het land regeerde.
Sjeik Saad leed onder dikke darmproblemen en vocht tegen kanker; sinds 1997 zat hij in een rolstoel na een interne bloeding. Daardoor werd gespeculeerd dat hij afstand zou doen van de troon. Een verklaring in november 2005 sprak deze speculaties tegen, en Saad nam het emirschap op zich op dezelfde dag dat Jaber stierf. Saads aanwezigheid in een rolstoel op de begrafenis van Jaber vestigde de aandacht op zijn voortdurende gezondheidsproblemen, waardoor er vragen rezen over zijn geschiktheid om de troon te bestijgen. Sommige leden van het Koeweitse parlement drukten hun zorgen uit dat Saad niet meer in staat zou zijn om de tweeregelige ambtseed af te leggen, die gepland was voor 24 januari 2006.
Een interne discussie in de koninklijke familie deed Saad op 23 januari besluiten om inderdaad afstand te doen van de troon. Hoewel de naam van de nieuwe emir op dat moment nog niet vaststond, lag het voor de hand dat de positie naar sjeik Saads neef zou gaan, namelijk Jabers halfbroer Sabah Al-Ahmad Al-Jaber Al-Sabah.
Op 24 januari 2006 stemde het Koeweitse parlement in met Saads troonsafstand, nog voor het een officiële brief over de troonsafstand had ontvangen. Het Koeweitse kabinet benoemde Sabah al-Ahmad al-Sabah, de eerste minister, als opvolger van de emir.
Na zijn aftreden werd hij de 'Vader-Emir' genoemd. Saad overleed op 13 mei 2008 op 78-jarige leeftijd.
Jaber Al-Ahmad (1e) · Sabah Al-Salim · Jaber Al-Ahmad (2e) · Saad Al-Abdullah · Sabah Al-Ahmad · Nasser Muhammad · Jaber Al-Mubarak · Sabah Al-Khalid